# التواتي عبد الجليل المنفي
التواتي عبد الجليل العرابي المنفي السلمي (1896 – 2 نوفمبر 1991)، هو مجاهد ليبي وضابط برتبة ملازم أول في جيش التحرير الليبي السنوسي البريطاني الذي تشكل لتحرير ليبيا من الاحتلال الإيطالي. عمل كسكرتير شخصي للشيخ عمر المختار المنفي السلمي وقائد لطابور المعية الخاصة به و ايضا كان له دور كبير في المقاومة الليبية.

## حياته

### مولده ونشأته
ولد التواتي عبد الجليل المنفي عام 1896 م في زاوية جنزور والتي تبعد 60 كيلومتر شرق مدينة طبرق في محافظة البطنان شرق ليبيا، حيث عاش هناك قبل التحاقه بالجهاد ضذ الحتلال الإيطالي، حيث كانت أول معركة يخوضها هي معركة بئر الغبي جنوب طبرق في عام 1923 تحت قياده عمر المختار.

### جهاده
خاض التواتي عدة معارك ضد قوات الجيش الإيطالي. فقد كان مقرباً من عمر المختار لأنه من أبناء عمومته. وقد ترأس التواتي قيادة طابور المعية الخاصة بعمر المختار، وكذلك كان المعاون الشخصي له، وتكتم على أسرار عمر المختار.
وفي عام 1928 عين لكل دور رئيس إدارة يشرف على تموين الدور من حيث التوزيع والتخزين والتدبير وتسلم الأموال والتبرعات التي تصل لقيادة الدور، فقد عين عمران راشد القطعاني رئيساً لإدارة دور البراعصة والدرسة وعين التواتي العرابي رئيساً لإدارة دور العبيدات والحاسة، وعين الصديق بو هزاوي مأموراً للأعشار ويتبع عمر المختار مباشرة، وعين داود الفسي رئيساً لإدارة دور العواقير.
وكان التواتي قائداً لمعركة الكراهب في المرصص عام 1928، وشارك كذلك في معركة بئر الغبي  في عام 1923 وكانت في شهر رمضان، وبقيادة عمر المختار.
وأيضا كان التواتي ضمن القادة الذين شاركوا في مفاوضات السلام في سيدي أرحومة يوم 19 يونيو 1929م، حيث في تلك الفترة توالت الانتصارات المجاهدين الليبين، الأمر الذي دفع إيطاليا إلى إعادة النظر في خططها وإجراء تغييرات واسعة، فأمر موسوليني بتغيير القيادة العسكرية، حيث عين بادوليو حاكماً عسكرياً على ليبيا في يناير 1929م، ويعد هذا التغيير بداية المرحلة الحاسمة بين الإيطالين والمجاهدين.
وقد شارك التواتي في معركة السانية في أكتوير 1930 وفي هذه المعركة سقطت من عمر المختار نظارته فوجدها بعد الجنود الإيطاليين، فرآها غراتسياني فقال: "الآن أصبحت لدينا النظارة، وسيتبعها الرأس يوماً ما"
و كان المجاهد التواتي قائد لمعركه عكرمه حيث كانت يوم 13/2/1929م بالقرب من منظقة عكرمه وهي منطقة مجاوره لتميمي في الجبل الأخضر حيث يقول المجاهد محمد خليل القطعاني " احرقنا في هذه المعركة عددا من السيارات الإيطالية ولم تنج منها سوي سياره والتي أسرعت بالفرار وكانت هذه المعركة بقياده التواتي. وأيضا شارك في معركه المشل حيث يقول المجاهد صالح عبد المالك عبد الرحيم " ابلي المجاهدون بلاء حسنا ووصل الأمر بالمجاهد التواتي المنفي إلي استعمال سيفه في قتل الأعداء.و أيضا في معركة المنحل والتي كانت عام 1930 بحضور عمر المختار. ومعركة بئر المداح وامديور سمالوس وفي هذه المعركة يقول المجاهد شعبان عبد القادر المسماري "أصيب في هذه المعركة التواتي بطلقة في كتفه الأيمن" ومعركة يوم سفيطة ومعركة يوم العيد والتي وقعت عند سمالوس بالقرب من زاوية النيان ومعركة الرحيبة عام 1927 ومعركة ميراد مسعود بالجبل الأخضر عام  1929. ومعركةجردس العبيد 28 مارس 1930م ومعركة يوم المحيريقة ومعركة بئر الشويب في منطقة الشقة جنوب أم الرزم ومعركة شرق اسلنطه ومعركة جنوب بنينه ومعركة الغبي ومعركة قصور المجاهير ومعركة جنوب المطورة ومعركة الرمل ومعركة شمال المطمورة
وفي يوم 11 سبتمبر 1931 كان التواتي مع عمر المختار حيث نشبت معركة بالقرب من وادي بوطاقة قرب منطقة سلنطه بالجبل الأخضر والتي استمرت يومين، وفي هذه المعركة وقع عمر المختار في الأسر. فقد كان شاهداً على لحظة التي أُسِر فيها عمر المختار. من قبل الجيش الإيطالي في يوم 11 سبتمبر من عام 1931، ويقول عن ذلك: كنا غرب منطقة سلنطة...  هاجمنا الأعداء الخيالة وقتل حصان سيدي عمر المختار، فقدم له ابن اخيه المجاهد حمد محمد المختار حصانه وعندما هم بركوبه قُتل أيضاً وهجم الأعداء عليه.. ورآه أحد المجندين العرب وهو مجاهد سابق له دوره.. ذُهل واختلط عليه الأمر وعز عليه أن يقبض على عمر المختار فقال: يا سيدي عمر.. يا سيدي عمر!! فعرفه الأعداء وقبضوا عليه... ورد عمر المختار على العميل العربي الذي ذكر اسمه... واسمه عبد الله... بقوله: عطك الشر وابليك بالزر".

### التحاقه بجيش التحرير السنوسي الليبي البريطاني

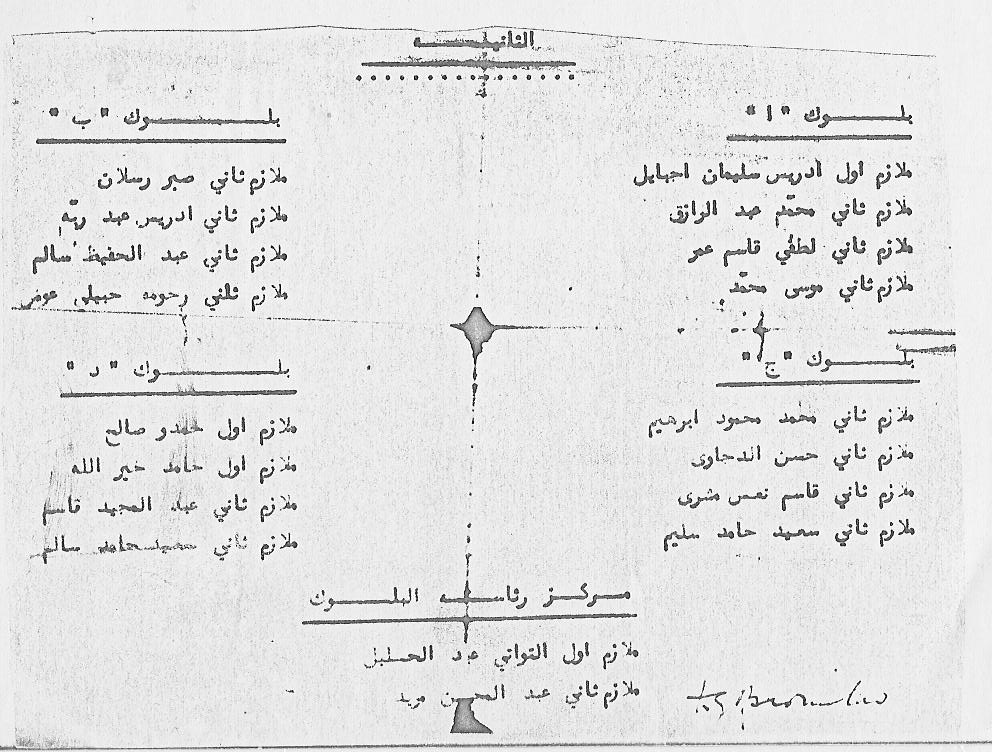
المجموعات التي كانت تحت قيادة الملازم أول التواتي.

بعد إعدام الشيخ عمر المختار فـي السادس عشر من سبتمبر عام 1931، وتوقف الجهاد في برقة، حيث هاجر كل رفقاء عمر المختار إلي مصر من اجل ترتيب صفوفهم وتشكيل
جيش لتحرير ليبيا، حيث يقول محمد ابن عمر المختار بان التواتي وحمد محمد المختار المنفي قطعوا كل مسافة الطريق من الجبل الأخضر إلي مصر على ارجلهم وهم من ابلغونا باعتقال عمر المختار. بعد وصول التواتي ورفاقة إلي مصر التقوا بالأمير محمد إدريس السنوسي في الإسكندرية من اجل مواصله الجهاد وتحرير التراب الليبي من المستعمر الفاشستي الإيطالي، وحيث اجمع المجاهدين على تكوين جيش موحد
 لجميع أقاليم ليبيا (برقة وطرابلس وفزان). ولم اشتعلت الحرب العالمية الثانية نشط إدريس السنوسي وعقد اجتماعا في داره بالإسكندرية حضره ما يقرب من 40 شيخا من الليبيين ومن بينهم التواتي ، وذلك في يوم (6 من رمضان 1358هـ / 20 أكتوبر 1939م) وانتهى الحاضرون إلى تفويض الأمير في أن يقوم بمفاوضة الحكومة المصرية والحكومة البريطانية لتكوين جيش سنوسي، يشترك في استرجاع الوطن بمجرد دخول إيطاليا الحرب ضد الحلفاء.
و في يوم 12 اكتوير 1943 رقي التواتي إلى رتبة ملازم أول في الجيش السنوسي البريطاني من قبل الكولونيل هادري قائد الجيش السنوسي البريطاني، وترأس التواتي رئاسة بلوك الثاني في جيش السنوسي البريطاني، حيث كانت تحت إمرته 4 مجموعات (أ، ب، ج، د).

### الدور السياسي بعد الاستعمار
وبعد أن تم دحر العدو الإيطالي خارج الأراضي الليبية في عام 1943، حيث ثم بعدها توحيد الأراضي الليبية وإعلان الاستقلال يوم 24 ديسمبر 1951، حيث كان لتواتي دورا سياسي بعد أن قضي معظم حياته كمجاهد ومناضل ضد العدو الإيطالي. فكان التواتي والمجاهدين القدامي يجتمعوا دائما مع الملك ادريس السنوسي وكان الملك يستشيرهم في الكثير من الأشياء وأيضا كان رئيس وزراء ليبيا الأسبق حسين مازق يقدر ويحترم المجاهدين القدامي فكان دائما يجتمع بالتواتي وإخوانه المجاهدين.
في عام 1941 غنم أفراد الجيش الليبي أول راية إيطالية وكانت من نصيب التواتي.

## أوسمة
نال التواتي على عدد من الأوسمة وشهادات التقدير، ومنها شهادة تقدير ووسام شجاعة من ملك بريطانيا جورج السادس بتاريخ 24 يونيو 1943. وأيضاً حصل على العديد من شهادات التقدير والأوسمة من الأمير ادريس السنوسي. وحصل أيضاً على أوسمة من قيادات الجيش الليبي والجيش المصري والبريطاني
كرمه عمر المختار أيضا عندما ذهبوا إلي قبيلة البراعصة، قالوا: من هذا بو لحلاطات، فقال عمر المختار: هذا أبو اللاطاط أعطيه رتبة نقيب.

## وفاته
توفي التواتي في 2 نوفمبر 1991، عن عمر يناهز 95 عاماً على فراشة بمنزله في مدينة البيضاء. ومن آخر مما قاله: جند الغزاة تركوا أعلام بلادهم الحريرية وفروا أمام عدد محدود من البدو المسلحين بأسلحة خفيفة وعندما سئل لماذا هربوا فقال: لأن لدينا قضية عادلة نؤمن بها وندافع عنها، ونستعد للموت في سبيلها كل لحظه دون الحرص علي حياتنا. 

## حياته الخاصة

### نسبه
هو التواتي عبد الجليل سالم محمد محمود ابريك خالد موسي العرابي المنفي، علم مناف بن محسن بن حسن بن عكرمه بن الوتاج بن سفيان بن خالد بن الجوشافي بن طاهر بن الأرقع بن سعيد بن عويده بن الجارح بن خافي الموصوف بالعروة بن هشام بن مناف الكبير، من بيت العربات من قبيلة المنفة والتي ترجع إلى بني عبد مناف بن هلال بن عامر أولى القبائل الهلالية التي دخلت برقة.

## في الأدب والثقافة
في عام 1981 صدر فيلم أسد الصحراء (أو فيلم عمر المختار كما يعرف في النسخة العربية) من إخراج مصطفى العقاد، استعان العقاد بالمجاهدين الذين كانوا حينئذ على قيد الحياة وكانوا قريبين من عمر المختار في جهادهم ضد الجيش الإيطالي وكان التواتي أحدهم.
قدم التواتي لمصطفى العقاد وللممثل الأمريكي أنتوني كوين المساعدة في ترتيبات الفيلم، حيث زار العقاد وكورين منزل التواتي في مدينة البيضاء عدة مرات، وسألاه عن طريقة تعامل المختار مع المجاهدين وتأثيره عليهم وقيادته للجيوش وأمور أخرى. كان الممثل انتوني كوين حريصًا على معرفه كيف كانت طريقة عمر المختار في الحركة والتحدث.
أراد مصطفى العقاد أن يكون للتواتي دورُ في فيلمه الجديد ولكن رغبته قوبلت بالرفض من معمر القذافي الذي كان يمول الفيلم الباهظ التكاليف ورفض أيضا ذكر اسم التواتي مع المجاهدين القدامى. والسبب هو امتناع التواتي عن إعلان بيعته للقذافي كرئيس شرعي للبلاد إثر الإنقلاب العسكري الذي قام به القذافي على الملك إدريس السنوسي في سبتمبر 1969، فبعد وقت قصير من الإنقلاب استدعى القذافي جميع المجاهدين الذين كانوا على قيد الحياة آنذلك وشاركوا في الجهاد ضد الجيش الإيطالي من اجل أن يعلنوا بيعتهم له، ولكن التواتي ومجموعة أخرى من المجاهدين رفضوا ذلك ولم يلبوا أمر العقيد الليبي وأعلنوا تمسكهم بالحركة السنوسية.

## مواضيع متصلة
- الغزو الإيطالي لليبيا
- تاريخ ليبيا المعاصر
- عمر المختار
- يوسف بورحيل المسماري
- الفضيل بوعمر
- السيد أحمد الشريف
- أبو رويلة بن مسعود المعداني
- رودولفو جرتزيانى
- بينيتو موسوليني
- بيترو بادوليو
- أسد الصحراء
- رمضان السويحلي